# روبرت أرسكين
روبرت أرسكين (بالإنجليزية: Robert Erskine)‏ هو مدرب كرة سلة أمريكي، ولد في 4 يوليو 1904، وتوفي في 1 فبراير 1978.